# Trophée des champions 2004
La Supercoppa di Francia 2004 (ufficialmente Trophée des champions 2004) è stata la ventottesima edizione della Supercoppa di Francia, la nona organizzata dalla Ligue de Football Professionnel.
Si è svolta il 31 luglio 2004 allo Stade Pierre de Coubertin di Cannes tra l'Olympique Lione, vincitore della Ligue 1 2003-2004, e il Paris Saint-Germain, vincitore della Coppa di Francia 2003-2004.
A conquistare il titolo è stato l'Olympique Lione che ha vinto per 7-6 ai rigori dopo l'1-1 dei tempi regolamentari.

## Partecipanti
| Squadre             | Qualificazione                             | Partecipazioni precedenti (il grassetto indica la vittoria) |
| ------------------- | ------------------------------------------ | ----------------------------------------------------------- |
| Olympique Lione     | Vincitore della Ligue 1 2003-2004          | 4 (1967, 1973, 2002, 2003)                                  |
| Paris Saint-Germain | Vincitore della Coppa di Francia 2003-2004 | 3 (1986, 1995, 1998)                                        |

## Tabellino
| Arbitro: | Veissière |

|                                                          |                      |                                                                 |
| Fiorèse 71’                                              | Marcatori            | 54’ Élber                                                       |
| Pauleta Rothen Yepes Armand Mendy Cissé Ben Achour Touré | Tiri di rigore 6 – 7 | Bergougnoux Viale Malouda Balmont Juninho Essien Abidal Berthod |

| Paris SG | O. Lione |

### Formazioni
| Paris Saint-Germain: |    |                             |  |     |
|                      |    |                             |  |     |
| P                    | 16 | Jérôme Alonzo               |  |     |
| D                    | 5  | Bernard Mendy               |  |     |
| D                    | 24 | José-Karl Pierre-Fanfan (c) |  |     |
| D                    | 6  | Mario Yepes                 |  |     |
| D                    | 22 | Sylvain Armand              |  |     |
| C                    | 11 | Fabrice Fiorèse             |  | 88’ |
| C                    | 14 | Édouard Cissé               |  |     |
| C                    | 17 | Jean-Hugues Ateba           |  |     |
| C                    | 25 | Jérôme Rothen               |  |     |
| A                    | 9  | Danijel Ljuboja             |  | 79’ |
| A                    | 8  | Reinaldo                    |  | 64’ |
| A disposizione:      |    |                             |  |     |
| P                    | 1  | Lionel Letizi               |  |     |
| D                    | 2  | Stéphane Pichot             |  |     |
| C                    | 18 | Selim Ben Achour            |  | 88’ |
| A                    | 7  | Alioune Touré               |  | 79’ |
| A                    | 9  | Pauleta                     |  | 64’ |
| Allenatore:          |    |                             |  |     |
| Vahid Halilhodžić    |    |                             |  |     |

| Olympique Lione: |    |                      |  |     |
|                  |    |                      |  |     |
| P                | 1  | Grégory Coupet       |  |     |
| D                | 12 | Anthony Réveillère   |  |     |
| D                | 5  | Cláudio Caçapa (c)   |  |     |
| D                | 20 | Éric Abidal          |  |     |
| D                | 22 | Jérémy Berthod       |  |     |
| C                | 4  | Michael Essien       |  |     |
| C                | 8  | Juninho Pernambucano |  |     |
| C                | 11 | Florent Malouda      |  |     |
| A                | 14 | Sidney Govou         |  | 78’ |
| A                | 13 | Pierre-Alain Frau    |  | 72’ |
| A                | 9  | Giovane Élber        |  | 67’ |
| A disposizione:  |    |                      |  |     |
| P                | 30 | Nicolas Puydebois    |  |     |
| D                | 6  | Florent Balmont      |  | 78’ |
| D                | 27 | Johann Truchet       |  |     |
| A                | 19 | Julien Viale         |  | 67’ |
| A                | 21 | Bryan Bergougnoux    |  | 72’ |
| Allenatore:      |    |                      |  |     |
| Paul Le Guen     |    |                      |  |     |